# An der Börse 3

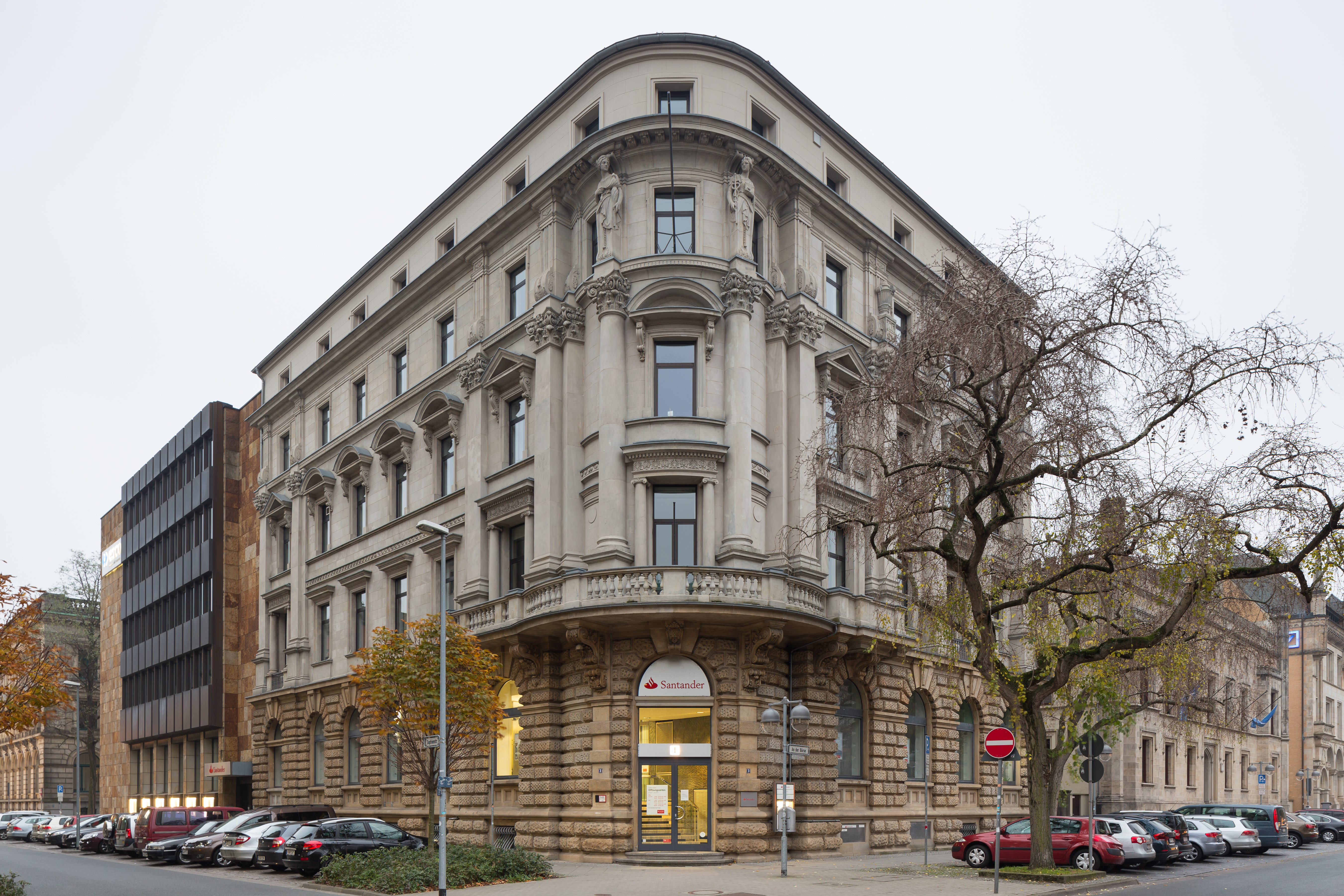
Das Bank- und Bürogebäude An der Börse 3 Ecke Sophienstraße, 2014

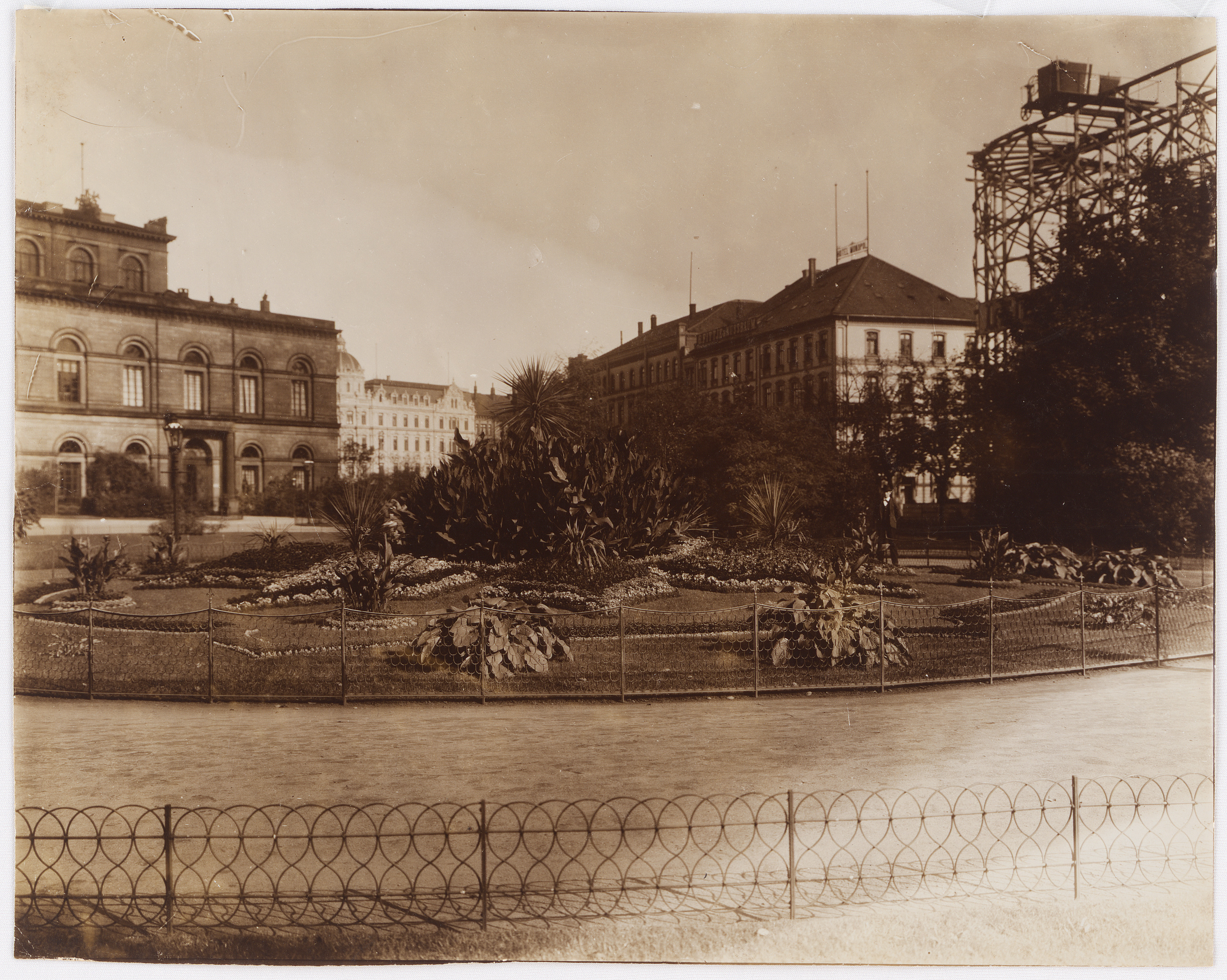
Das Gebäude (rechts) im Baugerüst;
davor eine 1902 von dem Gartenarchitekten Julius Trip angelegte Blumenrabatte;
Architekturmuseum der TU Berlin

Das Gebäude unter der Adresse An der Börse 3 Ecke Sophienstraße in Hannover wurde um 1900 von dem Architekten Friedrich Geb für das ehemalige Bankhaus Bartels errichtet. Die Bauplastiken an der Fassade des unter Denkmalschutz stehenden, im Stil des Neobarock gestalteten Bauwerks schuf der hannoversche Bildhauer Oswald Rommel senior. Vor dem Gebäude wurde später ein Stolperstein für den Sozialdemokraten, Gewerkschafter und Widerstandskämpfer gegen den Nationalsozialismus Willy Scheinhardt verlegt.

## Gebäude
Das viergeschossige Gebäude wird durch seine Gliederung bestimmt und hat seinen Eingang in der gerundeten Eckte an der Straßenecke. Die Putzrustika findet sich der breite und geschwungene Balkon auf Konsolen einer mit Balusterbrüstung.
Weitere Akzente werden durch die Säulen in Kolossalstellung mit abschließenden Karyatiden gesetzt. Das Gebäude gliedert sich in sechs Achsen zur An der Börse und in vier Achsen zur Sophienstraße. Das Gebäude gehört zur denkmalgeschützten Gruppe baulicher Anlagen „Opernplatz mit Bebauung“.